# Lippstadt
Lippstadt er en by i Tyskland i delstaten Nordrhein-Westfalen med omkring 65.000 indbyggere. Det er den største by i kreisen Soest og den ligger ved floden Lippe, cirka 70 km øst for Dortmund og 30 km vest for Paderborn. Det historiske centrum er placeret mellem en kunstig kanal til Lippe og selve floden.

## Historie
Tidligt i 1200-tallet havde Lippstadt 2.700 indbyggere og kirker. Et augustinerkloster har eksisteret siden 1281.
I 1523 dannede Lippstadt en forsvarsalliance med nabobyerne Osnabrück, Dortmund, Soest og Münster.
Augustinere som studerede ved Universitetet i Wittenberg førte Martin Luthers doktrin med sig hjem. I 1524 blev Lippstadt dermed en af de første byer til at officielt omfavne reformationen.
I 1851 blev hele Lippstadt, som til da havde været delt mellem Preussen og fyrstedømmet Lippe, en del af den preussiske provins Westfalen.
I 1944 blev en kvindelig underafdeling af koncentrationslejren Buchenwald oprettet i Lippstadt.

## Galeri
- Rådhus
- Panorama over rådhuspladsen
- City, Lange Strasse
- City, Lange Strasse - Sankt Bernhards Fontæne - Jakobi Evangeliske Kirke
- Jernbanestation
- Thyssen-Krupp "Rothe Erde"
- Campus for University of Applied Sciences Hamm-Lippstadt
- Lippstadt Stadtteater
- Slot Schwarzenraben, 2015
- Natur, Lippe
- Airport Paderborn - Lippstadt

## Eksterne links
- Wikimedia Commons har flere filer relateret til Lippstadt